# ماركو ويبر
ماركو ويبر (بالألمانية: Marco Weber)‏ هو منتج أفلام ومخرج ألماني، ولد في 1966 في لير في ألمانيا.

## وصلات خارجية
- ماركو ويبر على موقع IMDb (الإنجليزية)
- ماركو ويبر على موقع ألو سيني (الفرنسية)
- ماركو ويبر على موقع أول موفي (الإنجليزية)
- ماركو ويبر على موقع قاعدة بيانات الأفلام السويدية (السويدية)
- ماركو ويبر على موقع قاعدة بيانات الفيلم (الإنجليزية)
- ماركو ويبر على موقع كينوبويسك (الروسية)